# ベリーズ総督
ベリーズ総督（ベリーズそうとく、Governor-General of Belize）は、英連邦王国に属するベリーズの国家元首である国王（イギリス国王が兼ねる）の代理人としての総督である。

## 一覧
| 代   | 氏名                                          | 就任           | 退任           |
| ---- | --------------------------------------------- | -------------- | -------------- |
| 1    | デイム・エルミラ・ミニタ・ゴードン GCMG, GCVO | 1981年9月21日  | 1993年11月17日 |
| 2    | サー・コルヴィル・ヤング GCMG, MBE            | 1993年11月17日 | 2021年4月30日  |
| 代理 | スチュアート・レスリー                        | 2021年4月30日  | 2021年5月27日  |
| 3    | フロイラ・ツァラム                            | 2021年5月27日  | 現職           |

## 公邸
1984年までベリーズ総督公邸 (Government House) 、その後はベルモパンの前英国高等弁務官公邸に居住する。